# Lappeenranta

Lappeenranta (svensk: Villmanstrand) er en by i det sydøstlige Finland, med et indbyggertal (pr. 2024) på cirka 73.000. Byen ligger ved bredden af søen Saimaa, og tæt ved grænsen til nabolandet Rusland.
Indtil 2009 lå byen i Sydfinlands len. Kommunen ligger i landskabet Södra Karelen. Kommunen og landskabet hører administrativt under Sydfinlands regionsforvaltning.
Lappeenranta blev grundlagt i 1649, og er venskabsby med den danske by Kolding.
- Wikimedia Commons har flere filer relateret til Lappeenranta